# Cuprodobrovolskyita
La cuprodobrovolskyita és un mineral de la classe dels sulfats.

## Característiques
La cuprodobrovolskyita és un sulfat de fórmula química Na₄Cu(SO₄)₃. Va ser aprovada com a espècie vàlida per l'Associació Mineralògica Internacional l'any 2022, i publicada a finals de l'any següent. És l'anàleg amb coure dominant de la dobrovolskyita. Cristal·litza en el sistema trigonal.
L'exemplar que va servir per a determinar l'espècie, el que es coneix com a material tipus, es troba conservat a les col·leccions del Museu Mineralògic Fersmann, de l'Acadèmia de Ciències de Rússia, a Moscou (Rússia), amb el número de registre: 5881/1.

## Formació i jaciments
Va ser descoberta a la fumarola Arsenàtnaia, que es troba al segon con d'escòria de l'avanç nord de la Gran erupció fissural del volcà Tolbàtxik, al krai de Kamtxatka (Rússia). Aquest indret és l'únic a tot el planeta on ha estat descrita aquesta espècie mineral.